# Çadırardıç, Yozgat
Çadırardıç là một thị trấn thuộc thành phố Yozgat, tỉnh Yozgat, Thổ Nhĩ Kỳ. Dân số thời điểm năm 2010 là 1.554 người.